# Feniks

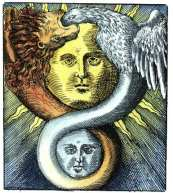
Houtsnede, ca. 1659

Een feniks of feuniks, soms: phoenix (Grieks: Φοίνιξ, foinix) is een fabeldier uit de Griekse mythologie.

## Eigenschappen
De Grieken geloofden dat de feniks in staat was steeds weer opnieuw uit zijn eigen as herboren te worden. Hij zal dan boven in een boom van kruiden een nest maken en daarin verbranden. Door de geur van de kruiden zal hij opnieuw geboren worden. In de Chinese cultuur staat het dier voor het vrouwelijke geslacht op de wereld.
Ook schreef de Romeinse dichter Ovidius in een gedicht dat de Assyriërs de vogel feniks noemen. Hij zou geen zaden en grassen eten, maar het sap van sappige kruiden gebruiken als levensmiddel. Na vijfhonderd jaar geleefd te hebben zou de feniks hoog in een eik een nest van schors, kruiden en mirre maken. Als hij erin zat vloog het in brand. De geur van de kruiden neemt de ziel van de oude feniks mee. Het lichaam verbrandt en er komt een kleine feniks uit. Hierin nam de oude ziel weer plaats om weer 500 jaar te leven.
Voordat hij door de Grieken werd teruggehaald, verscheen de feniks, de goddelijke vogel, voor het eerst in Egypte; het is een grijsachtige reiger, een dier dat verbonden was aan de seizoenen en getijden van het water van de Nijl. De Egyptenaren dachten dat hij zichzelf voortplantte om mee te doen aan de feesten van de wedergeboorte van de natuur.
Het christelijk geloof zag in de feniks het symbool van de herrijzenis.
Twee Europese en ten minste één Aziatische ridderorden van de Feniks werden naar dit fabeldier genoemd: Orde van de Feniks (Griekenland), Orde van de Feniks (Hohenlohe) en Orde van de Feniks (Republiek China). De Japanse feniks of Ho-o' komt op medailles zoals de Medaille van het Japanse Rode Kruis voor.  

## Afbeeldingen

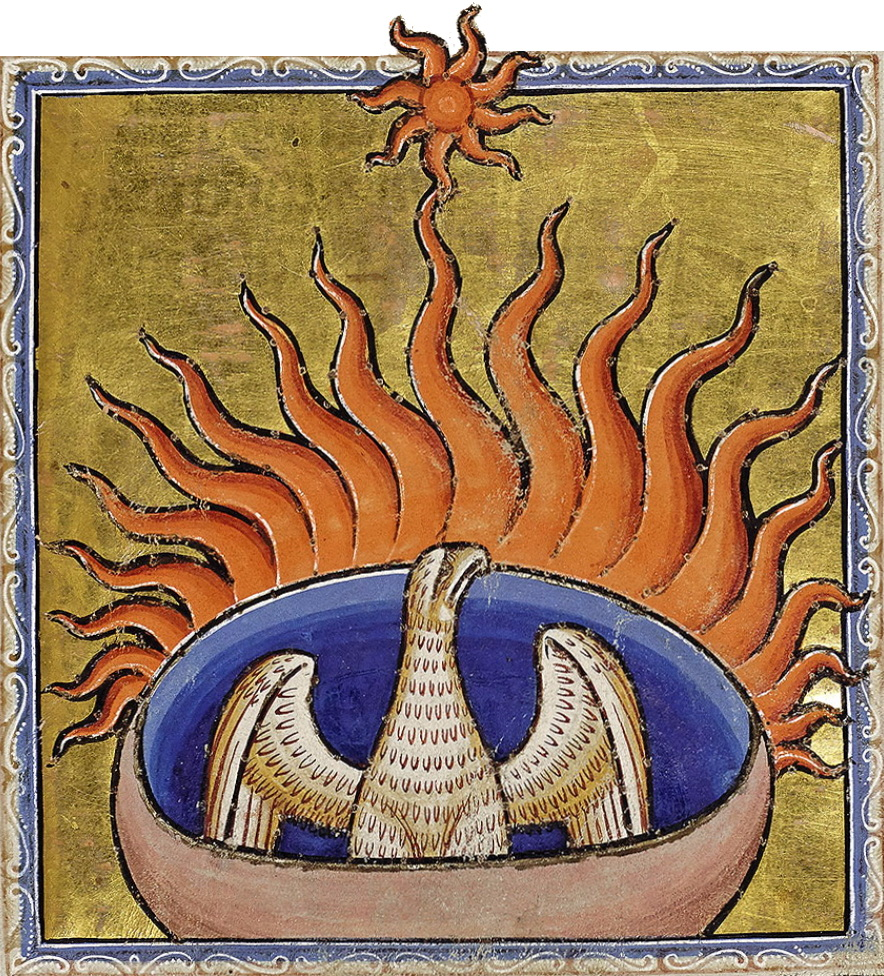
De feniks, Aberdeen Bestiarium
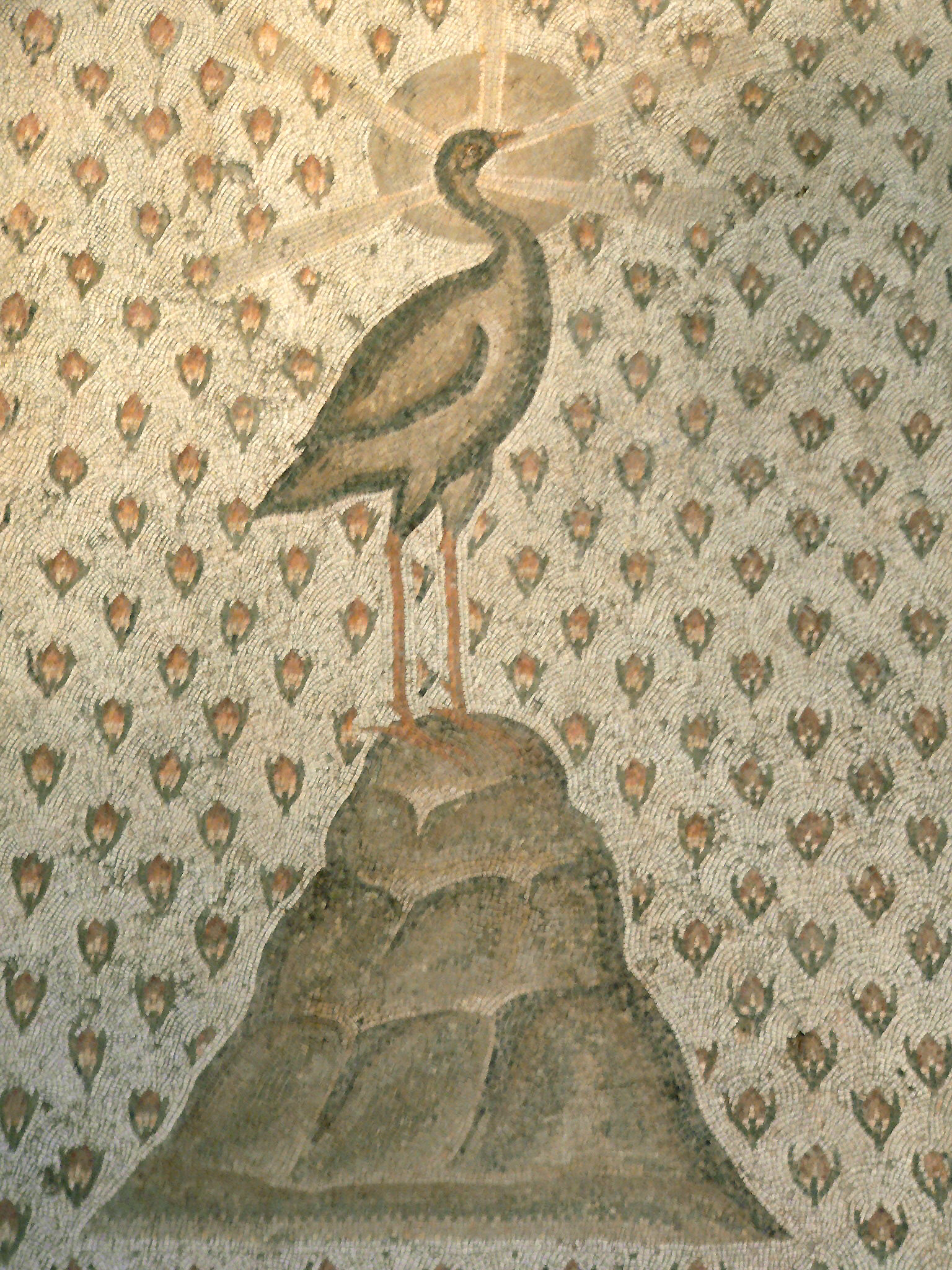
Mozaïek, Turkije, 300 n.Chr.
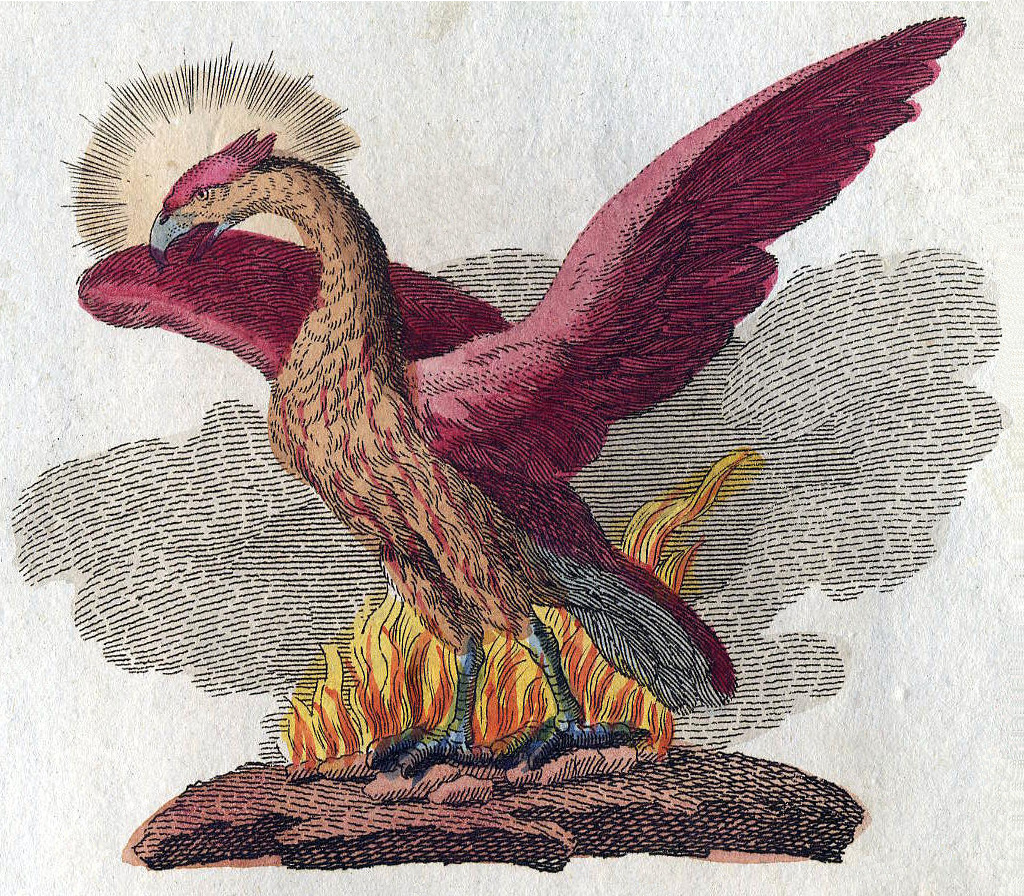
Afbeelding uit Bilderbuch für Kinder
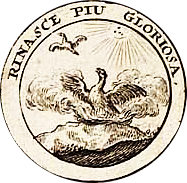
Een feniks rijst op uit de as
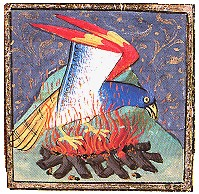
Afbeelding uit Le livre des propriétés des choses van Bartholomeus Anglicus

## Trivia
- Ook Quetzalcoatl werpt zichzelf in het vuur, en herrijst daarna. Deze god uit de Azteekse mythologie wordt de gevederde slang genoemd.
- Feniks is ook de naam van een geschiedenismethode voor het voortgezet onderwijs.
- In 2014 won Oostenrijk het Eurovisiesongfestival met het nummer Rise Like a Phoenix.
- In de Bommelsaga komt het verhaal Tom Poes en de feunix voor (1959).
- Ook in de boeken van Harry Potter komt een feniks voor. Verder wordt in deze boekenreeks de Orde van de Feniks opgericht in de strijd tegen Voldemort nadat Voldemort in deel 4 weer uit zijn as is herrezen.
- Het operagebouw van Venetië wordt "Teatro La Fenice" (Theater de Feniks) genoemd omdat dit gebouw een aantal keer is afgebrand en weer opnieuw opgebouwd, net zoals een Feniks telkens uit zijn as kan herrijzen.
- De wingcoaster "Fēnix" in het attractiepark Toverland te Sevenum is een attractie, gebaseerd op de Feniks.
- De Japanse stad Nagaoka heeft als symbool de Feniks, omdat de stad telkens nadat deze verwoest werd, na een luchtaanval kort na de Tweede Wereldoorlog en sinds 2004 door diverse aardbevingen, weer opnieuw werd opgebouwd.
- Het logo van brouwerij Grimbergen bevat een feniks. Dit omdat de abdij van Grimbergen tot drie keer toe door brand verwoest en weer opgebouwd is. Het motto van Grimbergen is dan ook "Ardet Nec Consumitur" (Brandt maar vergaat niet).